# Хвойное (Сумская область)
Хвойное (укр. Хвойне) — село,
Самотоевский сельский совет,
Краснопольский район,
Сумская область,
Украина.
Код КОАТУУ — 5922385405. Население по переписи 2001 года составляло 19 человек .

## Географическое положение
Село Хвойное находится на правом берегу реки Сыроватка,
выше по течению на расстоянии в 2 км расположено село Глыбное,
ниже по течению на расстоянии в 3 км расположено село Зализняк (Сумский район).
Около села расположено большое озеро Журавлино.
К селу примыкает большой лесной массив (дуб).